# Țerkovna, Dolîna
Țerkovna (în ucraineană Церковна) este un sat în comuna Stankivți din raionul Dolîna, regiunea Ivano-Frankivsk, Ucraina.

## Demografie
Componența lingvistică a localității Țerkovna
     Ucraineană (99,61%)
     Alte limbi (0,39%)
Conform recensământului din 2001, majoritatea populației localității Țerkovna era vorbitoare de ucraineană (99,61%), existând în minoritate și vorbitori de alte limbi.